# Park Bo-ram
Park Boram (hangul: 박보람; Chuncheon, 1 de março de 1994 – Guri, 11 de abril de 2024) foi uma cantora sul-coreana. Ela tornou-se conhecida ao participar do programa de talentos Superstar K2 em 2010. Estreou oficialmente em 2014 pela MMO Entertainment, com o single "Beautiful".
Na noite de 11 de abril de 2024, Park Boram foi encontrada inconsciente sofrendo uma parada cardíaca no banheiro da casa de um de seus amigos em Seul, sendo levada ao hospital de Guri e declarada morta aos 30 anos de idade. Segundo o departamento de polícia de Namyangju, a cantora teria pedido licença e ido ao banheiro durante uma reunião, mas não retornou depois de um longo período. A polícia está investigando a causa de sua morte.

## Discografia
| "Beautiful" (Feat. Zico)                              | 2014 | 2 | 1.047.559 | Beautiful                               |
| "Celepretty"                                          | 2015 | 5 | 77.014    | Celepretty                              |
| "Superbody"                                           | 2015 |   |           | Superbody                               |
| Participações                                         |      |   |           |                                         |
| "Farewell Story"                                      | 2010 |   |           | Superstar K2 Top11 Part 1               |
| "The Dreamers" (Superstar K2)                         | 2010 |   |           | Superstar K2 Up To 11                   |
| "As Time Goes by"                                     | 2010 |   |           | Superstar K2 Up To 11                   |
| "Palpitations" (com Kim So-jung, 이보람)              | 2010 |   |           | Playful Kiss Edição Especial OST Part 1 |
| "Let's live together" (com Kim Ji-soo)                | 2010 |   |           | Yaksha Meets Superstar K2               |
| "Always"                                              | 2011 |   |           | 49 Days OST Part 5                      |
| "Falling"                                             | 2015 |   |           | Hyde, Jekyll, Me OST Part 1             |
| "—" indica lançamentos que não figuraram nas paradas. |      |   |           |                                         |